# روابط ارمنستان و دانمارک
روابط کنونی و تاریخی بین ارمنستان و دانمارک وجود دارد. ارمنستان یک سفارت در کپنهاگ دارد، و دانمارک از طریق سفارت خود در کیف، اوکراین در ارمنستان نمایندگی دارد. روابط دیپلماتیک در ۱۴ ژانویه ۱۹۹۲ برقرار شد. در سال ۲۰۰۸، ادوارد نالباندیان، وزیر امور خارجه ارمنستان، روابط ارمنستان و دانمارک را «دوستانه» خواند. در سال ۲۰۱۳، Amstreamبه عنوان یک سازمان مستقل غیر سیاسی و غیرانتفاعی به منظور راه اندازی ابزارهای همکاری و مشارکت بین ارمنستان و اسکاندیناوی در زمینه تجارت، آموزش و فرهنگ تأسیس شد. هر دو کشور عضو شورای اروپا هستند.

## تاریخچه

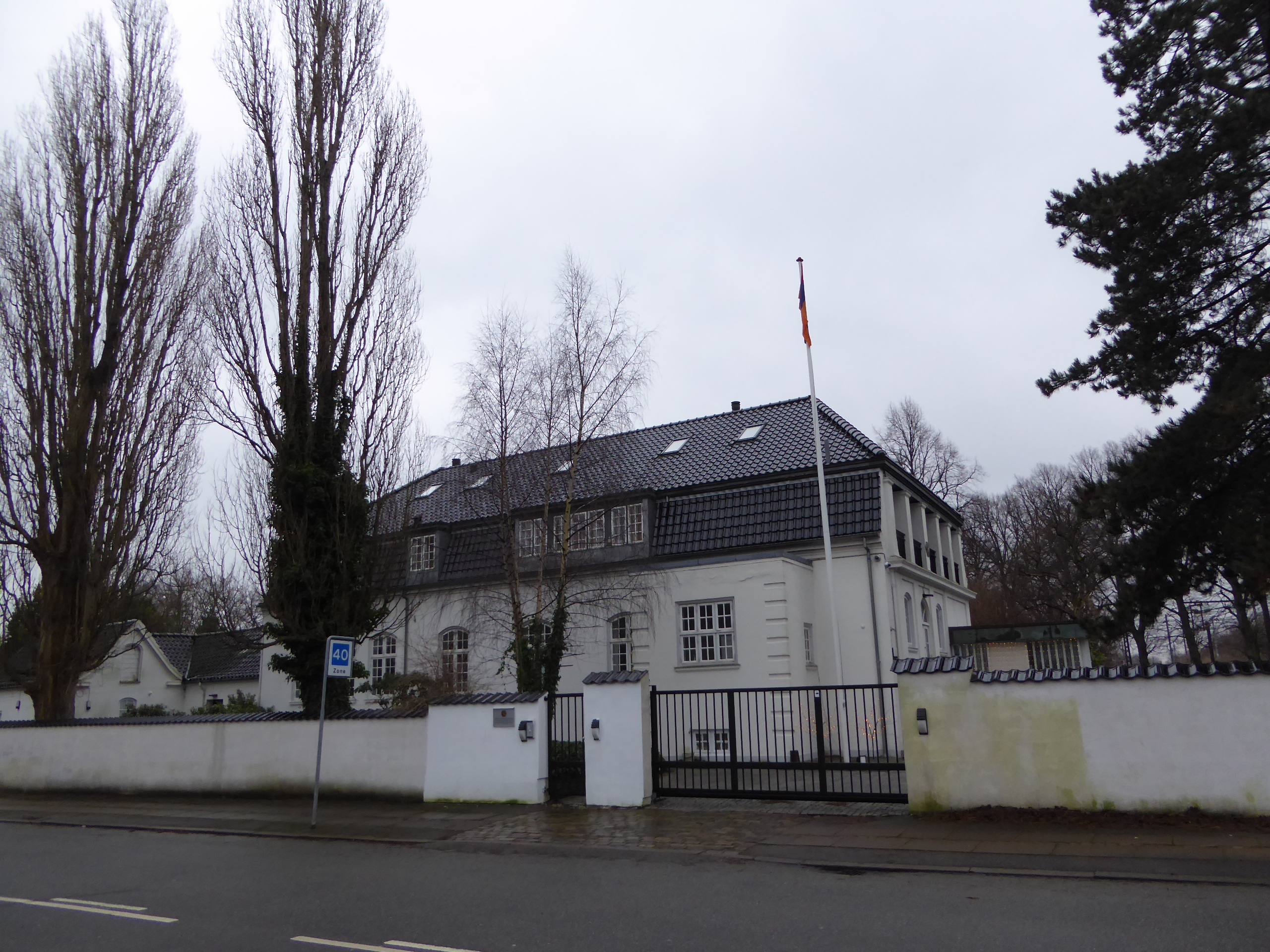
سفارت ارمنستان در کپنهاگ

روابط تجاری بین ارمنستان و دانمارک به سال ۱۵۶۸ بازمی‌گردد، زمانی که مسافر و نویسنده ارمنی پیرزاده قاپانتسی از دانمارک دیدن کرد.
۱۸۰۰ میلادی
در جریان کشتار حمیدیه شامل قتل‌عام و کشتار دسته‌جمعی ارمنی‌ها در امپراتوری عثمانی که در دههٔ ۱۸۹۰ میلادی به وقوع پیوست، دولت دانمارک این کشتارها را محکوم کرد و به شدت علیه امپراتوری عثمانی اعتراض کرد. گیورگ برندس محقق و منتقد معروف دانمارکی، در مورد کشتارها نظر داد و در سال ۱۹۰۳ کتابی دربارهٔ ارمنی‌ها نوشت.
۱۹۰۰ میلادی
مبلغان دانمارکی حداقل از سده نوزدهم در ارمنستان فعال بودند. به گفته ماتیاس بیورنلوند، مورخ دانمارکی، مبلغ، کارن ژپه را می‌توان به عنوان اولین امدادگر دانمارک به حساب آورد. این حضور به این دلیل بود که او تا حد زیادی از موعظه دکترین پروتستان به ارمنی‌ها ارتدوکس خودداری کرد، در عوض بر دستیابی به اهداف توسعه بشردوستانه، مانند بهبود آموزش و انجام عملیات نجات برای آزادی زنان ارمنی اسیر شده تمرکز کرد.
در آن زمان که برای کارگران اروپایی غیرمعمول بود، در سال‌های منتهی به نسل‌کشی ارمنی‌ها، ژپه همراه با سایر افراد و سازمان‌های دانمارکی نیز برای به رسمیت شناختن بین‌المللی حق تعیین سرنوشت ارمنی‌ها تلاش کردند. ارمنستان اندکی پس از جنگ جهانی اول در معاهده سور، پیمانی میان نیروهای متفقین و امپراتوری عثمانی بود استقلال یافت. با این حال، ایالت جدید، ارمنستان ویلسون، به‌طور رسمی توسط ترکیه یا ایالات متحده به رسمیت شناخته نشد، زیرا رئیس‌جمهور وودرو ویلسون بیست و هشتمین رئیس‌جمهور ایالات متحدهٔ آمریکا، که بر اثر سکته مغزی ضعیف شده بود و بدون معرف سیاسی خود ، سرهنگ هاوس، در مجلس سنا توسط هنری کابوت لاج سیاستمدار آمریکایی شکست خورد. در سال ۱۹۲۱ جمهوری موقت ارمنستان تحت فشار نظامی ترکان جوان که ائتلافی متشکل از چند گروه سیاسی تُرک‌گرا در امپراتوری عثمانی که در قتل‌عام‌های یونانی‌ها، ارمنی‌ها و آشوری‌ها در قرن بیستم دست داشت فروپاشید.
ژپه و سایر دانمارکی‌ها از دانمارک به منطقه بازگشتند تا از طرف ارمنی‌ها به کار خود ادامه دهند. کار آنها شامل ایجاد اولین دهکده کشاورزی ارمنی‌ها در سوریه برای تأمین معیشت ارمنی‌ها آواره بود، سکونتگاه‌هایی که جپه و یارانش تأسیس کردند در مقایسه با اردوگاه‌های دیگر که ارمنی‌ها را اشغال کردند، به دلیل رونق و رفاه مورد توجه قرار گرفتند.
در نوامبر ۱۹۲۰، دانمارک پیشنهاد جامعه ملل را پذیرفت تا به عنوان میانجی در جنگ بین جمهوری دموکراتیک ارمنستان و ملی گرایان ترک تحت رهبری مصطفی کمال عمل کند.
پس از زلزله ۱۹۸۸ اسپیتاک در ارمنستان، دانمارک به ارمنستان کمک کرد.

## دوران کنونی
از زمانی که کشور مدرن ارمنستان در سال ۱۹۹۱ استقلال یافت، دو کشور برای ایجاد روابط با دولت و سازمان‌های غیردولتی در این زمینه تلاش کرده‌اند. به گفته وزارت امور خارجه دانمارک، نهادهای جامعه مدنی مانند Mission Ost، نمایندگی ارمنی دانمارک و انجمن دانمارکی برای تحقیقات قفقاز در توسعه روابط دوجانبه فعال بوده‌اند. در سال ۲۰۰۳، حدود ۱۰۰ مهاجر غیرقانونی ارمنی در دانمارک زندگی می‌کردند و در مذاکرات بین دو دولت موضوعی برای بازگشت به ارمنستان بود. در سال ۲۰۰۴، رئیس‌جمهور ارمنستان رابرت کوچاریان در مورد توسعه روابط با سفیر دانمارک گفتگو کرد و بیان کرد که کارهای زیادی برای انجام باقی مانده است. دو طرف بر اهمیت تقویت همکاری‌های اقتصادی تأکید کردند. سرژ سرکیسیان، رئیس‌جمهور ارمنستان در یک نشست دیپلماتیک در سال ۲۰۰۹ با سفیر جدید دانمارک، تمایل خود را برای گشترش بیشتر روابط دوجانبه ابراز کرد و زمینه‌های خاصی را برای افزایش همکاری مانند کشاورزی و بهره‌وری انرژی، که در آن دانمارک دارای تخصص قابل توجهی است، پیشنهاد کرد. هر دو کشور برای تقویت روابط اقتصادی توافقنامه مالیات مضاعف امضا کردند. هر دو کشور قرارداد خدمات هوایی را در سال ۲۰۰۰ امضا کردند. ارمنستان و دانمارک در آوریل ۲۰۰۳ موافقتنامه پذیرش مجدد افراد با اقامت غیرمجاز را امضا کردند

## نسل‌کشی ارمنی‌ها
منابع مختلف از کارگران دانمارکی فعال در ارمنستان در اوایل قرن بیستم توسط ماتیاس بیورنلوند برای ارائه دیدگاه‌های جدید در مورد نسل‌کشی ارمنی‌ها استفاده شده است. با این حال، دولت دانمارک رسماً این موضوع را به رسمیت نمی‌شناسد که کشتار جمعی ارمنی‌ها باید به عنوان نسل‌کشی طبقه‌بندی شود، و می‌گوید که قضاوت در مورد انجام این کار به عهده مورخان است.
مورخان توربن یورگنسن و ماتیاس بیورنلوند در نامه ای سرگشاده توسط «وزارت مطالعات هولوکاست و نسل کشی دانمارک و انکار و نسبی سازی نسل کشی ارمنی‌ها» نوشتند:
وقتی صحبت از واقعیت تاریخی نسل‌کشی ارمنی‌ها به میان می‌آید، هیچ «طرف ارمنی» یا «طرف ترکی» در این «پرسش» وجود ندارد، درست همان‌طور که هیچ «طرف یهودی» یا «طرف آلمانی» در واقعیت تاریخی هولوکاست وجود ندارد: یک طرف علمی و یک طرف غیرعلمی وجود دارد که شامل پذیرش یا انکار است. در مورد انکار نسل‌کشی ارمنی‌ها، این انکار بر اساس تلاش‌های وسیع جعل، تحریف، پاکسازی آرشیوها و تهدیدات مستقیم آغاز شده یا حمایت‌شده توسط دولت ترکیه بنا شده است که هرگونه «گفت‌وگو» با انکارکنندگان ترکی را به شدت مشکل‌ساز می‌کند.

## گسترش روابط
در مرحله دوم برنامه همسایگی، ارمنستان از اولویت بالایی برخوردار است. برنامه همسایگی به ارمنستان در توسعه روستایی و اقتصادی کمک می‌کند.
در سال ۲۰۰۴، دانمارک توافقنامه ای را برای کمک به ارمنستان در اجرای پروتکل مکانیسم توسعه پاک (CDM) و کمک به کاهش انتشار گازهای گلخانه ای امضا کرد. این قرارداد در مارس ۲۰۰۵ به اجرا درآمد. در سال ۲۰۰۶، دانمارک با ۱۰ میلیون کرون دانمارک به ارمنستان برای کودکان معلول ارمنی کمک کرد.
دانمارک در سال ۲۰۰۷ ناظرانی را از طریق سازمان امنیت و همکاری اروپا به ارمنستان فرستاد و ۱۶ میلیون کرون به پروژه انرژی‌های تجدیدپذیر ارمنستان ارائه کرد. دانمارک نیز پس از عواقب انسانی جنگ اول قره باغ کوهستانی به ارمنستان کمک ارسال کرد.

## تجارت
صادرات دانمارک به ارمنستان در سال ۲۰۰۸ حدود ۳۰٫۶ میلیون کرون دانمارک بود، در حالی که واردات دانمارک از ارمنستان ۵ میلیون کرون دانمارک بود.

## روابط دیپلماتیک
هیچ‌کدام از این کشورها سفیر مقیم ندارند.